# Birgit Bonnier (äppelsort)
För andra betydelser, se Birgit Bonnier (olika betydelser).

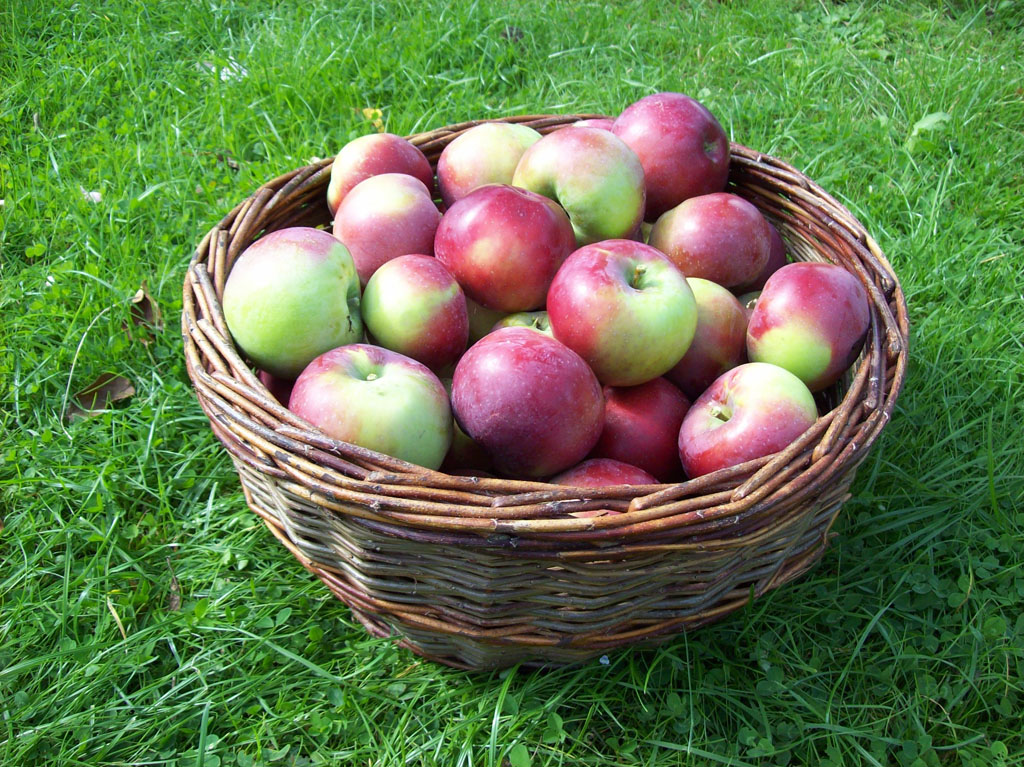
Birgit Bonnier

Birgit Bonnier är en äppelsort med ursprung i Sverige. Äpplet är resultatet av en korsning mellan Cortland och Lord Lambourne. Skalet på detta medelstora äpple är närmast rött och gulaktigt. Det saftiga köttet har en söt smak och en fin arom. Birgit Bonnier mognar i slutet av september och har en hållbarhetstid på cirka en månad. Det passar bra som ätäpple.
Äpplet har korsats fram på Balsgårds växtförädlingsinstitut av Lord Lambourne x Cortland. Äpplet släpptes på marknaden 1988 och uppkallades efter Birgit Bonnier, medlem i Bonnierfamiljen. Hon kallades Biggan i familjekretsen och under det namnet går också äpplet i plantskolor och trädgårdskretsar.
Birgit Bonnier var tillsammans med sin man Albert Bonnier Jr. mycket intresserad av fruktodling och startade en ekologisk äppelodling vid Dalarö. I Sverige odlas Birgit Bonnier gynnsammast i zon 1-4.